# Theodorus Johannes Antonius Duynstee
Theodorus Johannes Antonius Duynstee ('s-Gravenhage, 23 februari 1858 - 's-Hertogenbosch, 6 december 1918), oorspronkelijk Duijnstee was een Nederlands rechter en Rooms-Katholiek lid van de Tweede Kamer der Staten-Generaal.
Duynstee kwam uit het Haagse gezin van metselaar Jacobus Johannes Duijnstee en Maria Theresia Leenen en zijn drie broers en twee zussen. Hij was de broer van Willem Duynstee, priester en hoogleraar aan de Katholieke Universiteit Nijmegen. Theodorus volgde de middelbare school achtereenvolgens aan het college Sint Louis in Sittard, het Rooms-Katholiek gymnasium Sint Willibrordus College in Katwijk en het gymnasium te Oldenzaal. Daarna studeerde hij rechtsgeleerdheid aan de Rijksuniversiteit Leiden, waar hij in 1883 promoveerde op dissertatie.
Duynstee trouwde in 1883 met Adriana Wilhelmina Reuther, dochter van Minister van Oorlog en officier Anthonie Ernst Reuther, met wie hij 4 zonen en 4 dochters zou krijgen. Het Tweede Kamerlid en staatssecretaris Bob Duynstee is een van hun kleinkinderen.

## Juridische carrière
Na twee jaar als advocaat actief te zijn geweest in 's-Gravenhage en Tilburg, werd Duynstee griffier aan de Arrondissementsrechtbank van Sittard (1885-1889). In 1889 werd hij kantonrechter in Druten en schoolopziener in Zaltbommel. Duynstee zet zijn gerechtelijke carrière voort als rechter bij de Rechtbank Roermond en de Rechtbank Maastricht (1898-1903), waarna hij promoveert tot raadsheer bij het Gerechtshof 's-Hertogenbosch, waar hij het in 1916 tot vicepresident zou schoppen.

## Politiek
In 1905 werd Duynstee in de Tweede Kamer gekozen door middel van een enkelvoudige kandidaatstelling in het district Druten; hij zou met een korte onderbreking in 1916 tot zijn overlijden lid blijven van de Kamer, waar hij een weinig opvallende rol speelde als juridisch deskundige. Hij sprak daarnaast ook over waterstaat (rivieren).